# Brzozów-Kolonia
Brzozów-Kolonia [ˈbʐɔzuf kɔˈlɔɲa] est un village polonais de la gmina de Sokołów Podlaski dans le powiat de Sokołów et dans la voïvodie de Mazovie, au centre-est de la Pologne.
Il est situé à environ 5 kilomètres à l'ouest de Sokołów Podlaski et à 83 kilomètres à l'est de Varsovie.

Sa population compte 300 habitants en 2006.